# Sterrhochaeta dilatans
Sterrhochaeta dilatans là một loài bướm đêm trong họ Geometridae.